# 达沃德
达沃德，是匈牙利南部巴奇-基什孔州所辖的一个村，总面积69.21平方公里，总人口2260，人口密度32.65人/平方公里（2005年）。地理坐标为46°00′N 18°55′E。